# Temporada 1990 de la Fórmula 3 Chilena
La temporada 1990 de la Fórmula Tres Chilena, fue la 18.ª temporada del principal campeonato de monoplazas en Chile, se disputaron 12 fechas que se extendieron desde el 21 de enero al 25 de noviembre del presente año. De las fechas, ocurre un suceso curioso, se disputaron todos en circuitos que en la actualidad están desaparecidos, ocho fueron disputadas en el autódromo de Las Vizcachas, tres en la pista de la Base Aeronaval de El Belloto (donde se inauguró la temporada) y una en el Autódromo Roca Roja de la ciudad de Antofagasta. Teniendo como socio televisivo a Universidad de Chile Televisión, quien transmitió las competencias en vivo y en directo los domingos en la tarde por el programa "Deporte en Vivo". 
Esta temporada se destaca por lo temprano del inicio del campeonato, en el mes de enero, cuando se acostumbraba a comenzar en el mes de marzo o abril como sucedió en las temporadas anteriores y por la reglamentación de motores Multimarca que no superaran los 1400 c.c. de cilindraje, entrando en carrera, pilotos con motores Citroën, Alfa Romeo y los ya tradicionales Renault, al igual que el regreso de la escudería Denim, quien no participaba desde 1987 y quien se presentó con un flamante auto de chasis Berta, de procedencia Argentina y el uso del motor Alfa Romeo.
Hay que recalcar dos hechos sucedidos en esa temporada, el primero ocurrió en la segunda fecha disputada el 11 de febrero, en el que dos pilotos, colisionan en la recta opuesta al circuito de la Base Aeronaval de El Belloto y que impactaron a seis personas que estaban en un sector no habilitado, una de ellas fallecida días después en un centro asistencial y el otro ocurrió en el autódromo de Roca Roja en Antofagasta, en el cierre de la temporada, cuando dos autos de la categoría Nissan Sunny, colisionaron en una veloz curva y el piloto Carlos Javier Polanco, sufrió el volcamiento de su coche en el momento que sale despedido de su habitáculo, falleciendo horas después en una clínica de la nortina ciudad por las graves heridas sufridas.
Kurt Horta, piloto de la escudería Remolques Goren, se alzó con el título de la fórmula tres este año, algo que no conseguía desde 1984, ganando cinco de doce carreras que lo acreditaron como el campeón de la temporada, el subcampeonato, fue para el campeón defensor, Santiago Bengolea de Kodak-Cidcom-Goodyear y el tercer lugar para Giuseppe Bacigalupo de Marlboro-Shell.
El programa de carreras, también estaba compuesto por la Fórmula 4 Promocional, que tuvo como campeón a Ramón Ibarra de manera invicta, ganando 8 fechas de manera consecutiva, los Monomarca Fiat 600 que desde la cuarta fecha, cambiaron de nombre a Sport 850 por un carenado nuevo que se le implementó al vehículo, titulándose campeón el piloto Daniel Saez y desde la quinta fecha, el Trofeo Nissan Sunny, quien presentó una grilla de 40 máquinas fecha a fecha y en la cual el campeón fue el joven piloto Juan Pablo Silva.

## Auspiciadores
En esta temporada, los auspiciadores fueron:
| - Cera Team - Automotriz Eliseo - Bio-Fit - Cerveza Escudo - Denim - IRT - Kodak Film - Las Últimas Noticias - Marlboro-Shell - Nike - Nissan Cidef - Trofeos Pazos - Paula-Goodyear - Radio Carolina - Automóvil Club de Chile - Remolques Goren - Deportes Capurro - Aeroperú - Cidcom | - Bicicletas Oxford (Solo la 8° Fecha) - CTC Celular (Solo la 9° Fecha) - Alyca (Solo la 12° Fecha) - Pisco Control (Solo la 12° Fecha) - Colun (Solo la 12° Fecha) - Hoteles Cristóbal Inn (Solo la 12° Fecha) - Transportes Molina (Solo la 12° Fecha) - Indura (Solo la 12° Fecha) - Supermercados Korlaet (Solo la 12° Fecha) - Isapre Normedica (Solo la 12° Fecha) - Tramaca (Solo la 12° Fecha) - Johnson's (Solo la 12° Fecha) - Financiera Atlas (Solo la 12° Fecha) - Tatio Travel Service (Solo la 12° Fecha) - Maderas Enco (Solo la 12° Fecha) - Eric Riesle y Cia. (Solo la 12° Fecha) - Eveready (Solo la 12° Fecha) - Coca-Cola (Solo la 12° Fecha) |

## Equipos y pilotos Formula Tres
| N.º | Piloto                | Auto-Motor            | Escudería                                             | Carreras |
| --- | --------------------- | --------------------- | ----------------------------------------------------- | -------- |
| 1   | Santiago Bengolea     | Larroquette - Citroën | Kodak - Cidcom - Goodyear                             | Todas    |
| 2   | Giuseppe Bacigalupo   | Larroquette - Renault | Talleres Serrano                                      | 1        |
| 2   | Giuseppe Bacigalupo   | Larroquette - Renault | Marlboro - Shell                                      | 2-11     |
| 3   | Kurt Horta            | Larroquette - Renault | Remolques Goren                                       | Todas    |
| 4   | Carlos Capurro        | Larroquette - Renault | Remolques Goren - Nike - IRT                          | Todas    |
| 5   | Victor Matthei        | Larroquette - Renault | Fuji - Aiwa - Canon                                   | 1-9      |
| 6   | Lino Pesce jr.        | Larroquette - Renault | Jeans Cheldiz - Unocal 76 - Diario La Época - Gazpesa | 1-5      |
| 6   | Lino Pesce jr.        | Larroquette - Renault | Sport Wagon - Jeans Cheldiz                           | 6-11     |
| 6   | Lino Pesce jr.        | Larroquette - Renault | Marlboro - Shell                                      | 12       |
| 7   | Hector Sotomayor      | Larroquette - Renault | Zapatillas Match - Lubricantes Chevron                | 1        |
| 7   | Hector Sotomayor      | Larroquette - Renault | Cerveza Escudo                                        | 2-12     |
| 8   | Marcelo Aniballi      | Larroquette - Renault | WD-40 - Jai Level - Ingeser                           | 7        |
| 9   | Julio Infante         | Crespi - Renault      | Cerveza Escudo                                        | 2-12     |
| 10  | René Valenzuela       | Larroquette - Renault | Cuadernos Austral                                     | 6        |
| 10  | René Valenzuela       | Larroquette - Renault | Discoteque Caledonia - Lubricantes Maraven            | 10-12    |
| 11  | Ricardo Dasso         | Larroquette - Renault | Aeroperú                                              | 1        |
| 12  | Ilish Maisan          | Larroquette - Renault | Niplestock - Automotora Alca - Envasa                 | Todas    |
| 15  | Iván González         | Crespi - Citroën      | Revista Paula - Goodyear - Mobil 1                    | 2-12     |
| 17  | Julio Fabré           | Larroquette - Renault | Aeroperú                                              | 9        |
| 18  | Ramón Ibarra          | Larroquette - Renault | Covial - El Caramaño                                  | 10-12    |
| 19  | Francisco Heymann     | Larroquette - Renault | Video Chile                                           | 1-11     |
| 19  | Francisco Heymann     | Larroquette - Renault | Transportes Gil - Subaru                              | 12       |
| 21  | Martín Ferrer         | Larroquette - Citroën | Topper - Nutra Sweet                                  | 1-5      |
| 21  | Martín Ferrer         | Berta - Alfa Romeo    | Denim - Alfa Romeo                                    | 6-7      |
| 22  | Mauricio Perrot       | Crespi - Citroën      | Revista Paula - Goodyear - Mobil 1                    | Todas    |
| 23  | Luis Undurraga        | Larroquette - Renault | Discoteque Gente                                      | 4        |
| 24  | Pedro García Miró     | Larroquette - Renault | Aeroperú                                              | 8-12     |
| 25  | Juan Carlos Ridolfi   | Larroquette - Renault | Ridolfi Competición                                   | 10       |
| 26  | Ramón Torres          | Larroquette - Renault |                                                       | 3        |
| 26  | Lino Pesce Padre      | Larroquette - Renault | Sport Wagon - Jeans Cheldiz                           | 12       |
| 27  | Iván Mesías           | Larroquette - Renault | Marlboro - Shell                                      | 2-12     |
| 28  | Fernando Calvo        | Larroquette - Renault | Muroline - Certech                                    | 7-12     |
| 29  | Juan Carlos Carbonell | Larroquette - Renault | WD-40 - Jai Level                                     | Todas    |
| 30  | Max Marambio          | Larroquette - Renault |                                                       | 9        |
| 33  | Cristián Del Fierro   | Berta - Alfa Romeo    | Denim - Alfa Romeo                                    | 1-5      |
| 40  | Gonzalo Carbonell     | Larroquette - Renault | WD-40 - Jai Level                                     | 5-12     |

| Fº   | Día             | Circuito                     | Ciudad      | Gran Premio                  | Ganador             |
| ---- | --------------- | ---------------------------- | ----------- | ---------------------------- | ------------------- |
| 1.º  | 21 de enero     | Base Aeronaval de El Belloto | Quilpué     | Fota-Apertura                | Carlos Capurro      |
| 2.º  | 11 de febrero   | Base Aeronaval de El Belloto | Quilpué     | Las Últimas Noticias         | Kurt Horta          |
| 3.º  | 18 de febrero   | Base Aeronaval de El Belloto | Quilpué     |                              | Kurt Horta          |
| 4.º  | 18 de marzo     | Autódromo Las Vizcachas      | Santiago    | Cerveza Escudo               | Santiago Bengolea   |
| 5.º  | 1 de abril      | Autódromo Las Vizcachas      | Santiago    | Marlboro-Shell               | Giuseppe Bacigalupo |
| 6.º  | 6 de mayo       | Autódromo Las Vizcachas      | Santiago    |                              | Kurt Horta          |
| 7.º  | 3 de junio      | Autódromo Las Vizcacbas      | Santiago    | Denim-Alfa Romeo             | Kurt Horta          |
| 8.º  | 5 de agosto     | Autódromo Las Vizcacbas      | Santiago    | Revista Paula-Goodyear       | Santiago Bengolea   |
| 9.º  | 2 de septiembre | Autódromo Las Vizcacbas      | Santiago    | Cerveza Escudo               | Santiago Bengolea   |
| 10.º | 14 de octubre   | Autódromo Las Vizcachas      | Santiago    | Cera Team-Productos Virginia | Santiago Bengolea   |
| 11.º | 11 de noviembre | Autódromo Las Vizcachas      | Santiago    | Nissan Cidef                 | Kurt Horta          |
| 12.º | 25 de noviembre | Autódromo Roca Roja          | Antofagasta | Kodak                        | Carlos Capurro      |

## Equipos y pilotos Fórmula Cuatro Promocional
| N.º | Piloto              | Escudería                                                                     | Carreras |
| --- | ------------------- | ----------------------------------------------------------------------------- | -------- |
| 5   | Miguel Ángel Castro | Rinaldi - Comercial Kardan                                                    | Todas    |
| 6   | Ramón Ibarra        | Covial                                                                        | 1-8      |
| 12  | Bernardo Mandiola   | Cera Team - Productos Virginia - Calcetines Monarch - Esso Automarket         | Todas    |
| 14  | Daniel Allende      | Balatas Ziga - Armet Carrocerías - Full Motor                                 | 4-6      |
| 15  | Patricio Romero     | Automotora Alca - Peval                                                       | 5-12     |
| 16  | Mauricio Abramovich | Importadora BAN - Productos Ambrosoli - Laboratorio Barik                     | Todas    |
| 17  | Valentín Zúñiga     | Pesquera Marcud                                                               | 4-12     |
| 18  | Alejandro Serrano   | Talleres Serrano                                                              | 6        |
| 19  | Mike Price          | Confetti's - American Bicycle                                                 | 6-12     |
| 20  | Francisco Urrutia   | Eurocomercial                                                                 | 7        |
| 22  | Hernán Allende      | Potro's - Liqui Moly - Manuel Escartín y Cia.                                 | 8-12     |
| 23  | Calixto Rubio       | Pinturas Real - Moda Color                                                    | 8-12     |
| 25  | Marcelo Rubio       | Pinturas Real - Moda Color                                                    | 9        |
| 27  | Shantal Kazazian    |                                                                               | 9-10;12  |
| 27  | Shahan Kazazian     |                                                                               | 11       |
| 28  | Jorge Goldsmith     | Cera Team - Peval                                                             | 8-12     |
| 29  | Claudio Villarino   | Diadora - Garage Sudamericano - Escapes Valenzuela - René Herrera Competición | 7-12     |
| 30  | Gonzalo Carbonell   | WD-40 - Jai Level                                                             | 1-4      |
| 30  | Raul Juliet         | WD-40 - Jai Level                                                             | 6        |
| 33  | Sergio Gonzalez     | Alfa 2000 - Montaña Sport                                                     | 9-10     |
| 36  | Victor Risetto      | Cecinas VRV - Nutra Sweet                                                     | 1-3      |
| 37  | Fernando Sanchez    | WD-40 - Gomakon - Alfa 2000                                                   | 7        |
| 38  | Carlos Lara         | Revista Estrategia - Gomakon - Alfa 2000                                      | Todas    |

| Fº   | Día             | Circuito                     | Ciudad      | Gran Premio                  | Ganador             |
| ---- | --------------- | ---------------------------- | ----------- | ---------------------------- | ------------------- |
| 1.º  | 21 de enero     | Base Aeronaval de El Belloto | Quilpué     | Fota-Apertura                | Ramón Ibarra        |
| 2.º  | 11 de febrero   | Base Aeronaval de El Belloto | Quilpué     | Las Últimas Noticias         | Ramón Ibarra        |
| 3.º  | 18 de febrero   | Base Aeronaval de El Belloto | Quilpué     |                              | Ramón Ibarra        |
| 4.º  | 18 de marzo     | Autódromo Las Vizcachas      | Santiago    | Cerveza Escudo               | Ramón Ibarra        |
| 5.º  | 1 de abril      | Autódromo Las Vizcachas      | Santiago    | Marlboro-Shell               | Ramón Ibarra        |
| 6.º  | 6 de mayo       | Autódromo Las Vizcachas      | Santiago    |                              | Ramón Ibarra        |
| 7.º  | 3 de junio      | Autódromo Las Vizcacbas      | Santiago    | Denim-Alfa Romeo             | Ramón Ibarra        |
| 8.º  | 5 de agosto     | Autódromo Las Vizcacbas      | Santiago    | Revista Paula-Goodyear       | Ramón Ibarra        |
| 9.º  | 2 de septiembre | Autódromo Las Vizcacbas      | Santiago    | Cerveza Escudo               | Carlos Lara         |
| 10.º | 14 de octubre   | Autódromo Las Vizcachas      | Santiago    | Cera Team-Productos Virginia | Mike Price          |
| 11.º | 11 de noviembre | Autódromo Las Vizcachas      | Santiago    | Nissan Cidef                 | Shahan Kazazian     |
| 12.º | 25 de noviembre | Autódromo Roca Roja          | Antofagasta | Kodak                        | Mauricio Abramovich |

## Equipos y pilotos Monomarca Fiat 600/Sport 850
| N.º | Piloto                 | Procedente de | Escudería                                                                                      | Carreras |
| --- | ---------------------- | ------------- | ---------------------------------------------------------------------------------------------- | -------- |
| 3   | Jorge Donoso           | Santiago      | Donoso Ltda. - Liqui Moly - Pinturerias Maxicolor                                              | Todas    |
| 4   | Marcelo Mezzano        | Santiago      | Donoso Ltd. - Liqui Moly - Pinturas Casa Ávila                                                 | Todas    |
| 5   | Victor Gallegos        | Coquimbo      | Maestranza Chena                                                                               | Todas    |
| 6   | Daniel Saez            | Santiago      | Saez Automotora - Pinturas Mande Color - Motul - Fiat Saez - Desarmaduría José Alarcón e Hijos | Todas    |
| 9   | Carlos Hormann         | Santiago      | Simec - AZA Siderurgica                                                                        | Todas    |
| 11  | Carlos Figueroa        | Santiago      | Productos Nugget                                                                               | Todas    |
| 12  | Jorge Retamales        | Viña del Mar  | Hernández Motores Rectificación - Pinturas Baco - Kovi Mecanica                                | Todas    |
| 15  | Roberto Rivera         | Santiago      | Transportes Calypso - Comercial RB Ltda.                                                       | Todas    |
| 16  | Pablo Baeza            | Santiago      | Bio Fit                                                                                        | Todas    |
| 17  | José Baeza             | Santiago      | Bio Fit                                                                                        | Todas    |
| 19  | Jorge Hormann          | Santiago      | Simec - AZA Siderurgica                                                                        | Todas    |
| 27  | Hernan Rodríguez       | Santiago      | Comercial RB Ltda.                                                                             | Todas    |
| 28  | Álvaro Jesus Rodríguez | Santiago      | Comercial RB Ltda.                                                                             | Todas    |
| 32  | Gonzalo Salinas        | Valparaíso    | Renoval - Central de Servicios Técnicos - Vargas e Hijos                                       | Todas    |
| 33  | Orlando Herrera        | Valparaíso    | Manuel Escartin y Cia. - Motores Piddo                                                         | 1-5      |
| ?   | Manuel Gordo           | Antofagasta   | Gordo y Cia.                                                                                   | 12       |
| ?   | Vladimir Letnic        | Antofagasta   |                                                                                                | 12       |

| Fº   | Día             | Circuito                     | Ciudad      | Gran Premio                  | Ganador          |
| ---- | --------------- | ---------------------------- | ----------- | ---------------------------- | ---------------- |
| 1.º  | 21 de enero     | Base Aeronaval de El Belloto | Quilpué     | Fota-Apertura                | Jorge Donoso     |
| 2.º  | 11 de febrero   | Base Aeronaval de El Belloto | Quilpué     | Las Últimas Noticias         | Jorge Donoso     |
| 3.º  | 18 de febrero   | Base Aeronaval de El Belloto | Quilpué     |                              | Gonzalo Salinas  |
| 4.º  | 18 de marzo     | Autódromo Las Vizcachas      | Santiago    | Cerveza Escudo               | Orlando Herrera  |
| 5.º  | 1 de abril      | Autódromo Las Vizcachas      | Santiago    | Marlboro-Shell               | Daniel Saez      |
| 6.º  | 6 de mayo       | Autódromo Las Vizcachas      | Santiago    |                              | Daniel Saez      |
| 7.º  | 3 de junio      | Autódromo Las Vizcacbas      | Santiago    | Denim-Alfa Romeo             | Jorge Donoso     |
| 8.º  | 5 de agosto     | Autódromo Las Vizcacbas      | Santiago    | Revista Paula-Goodyear       | Daniel Saez      |
| 9.º  | 2 de septiembre | Autódromo Las Vizcacbas      | Santiago    | Cerveza Escudo               | Daniel Saez      |
| 10.º | 14 de octubre   | Autódromo Las Vizcachas      | Santiago    | Cera Team-Productos Virginia | Daniel Saez      |
| 11.º | 11 de noviembre | Autódromo Las Vizcachas      | Santiago    | Nissan Cidef                 | Jorge Donoso     |
| 12.º | 25 de noviembre | Autódromo Roca Roja          | Antofagasta | Kodak                        | Hernán Rodríguez |

- Datos: Q30917039